# Neonectria hederae
Neonectria hederae är en svampart som först beskrevs av C. Booth, och fick sitt nu gällande namn av Castl. & Rossman 2006. Neonectria hederae ingår i släktet Neonectria och familjen Nectriaceae.   Inga underarter finns listade i Catalogue of Life.